# George Enacovici
George Enacovici (Focșani, 22 avril 1891 – Bucarest, 26 janvier 1965) est un compositeur roumain.

## Biographie
George Enacovici étudie à Bucarest avec Géza de Kresz Kiriac et Castaldi entre 1904 et 1912, puis se rend à Paris jusqu'en 1918, où il étudie le violon et la composition à la Schola Cantorum avec Armand Parent et Vincent d'Indy.
En tant que violoniste, en 1915, George Enacovici remporte le concours G. Enesco, avec sa sonate pour piano son de mi majeur et le premier Prix du concours de composition musicale, pour son œuvre pour violon et orchestre, intitulée « Rapsozii »
De 1919 à 1954, George Enacovici est professeur de violon au conservatoire de Bucarest.
Entre 1928 et 1933, il est engagé en tant que premier chef de l'orchestre de la radio de Bucarest